# Утопия и антиутопия
Утопия и антиутопия — поджанры фантастики, которые исследуют социальные и политические структуры. Утопия изображает обстановку, которая согласуется с этосом автора, имея различные атрибуты другой реальности, предназначенные для обращения к читателям. Антиутопия предлагает обратное: изображение обстановки, которая полностью противоречит этике автора. Некоторые романы сочетают в себе оба жанра, часто в качестве метафоры различных направлений, которые человечество может выбрать в зависимости от своего выбора. Утопии и антиутопии обычно встречаются в научной фантастике и других видах фантастики.
До 1900 года было опубликовано более 400 утопических работ на английском языке, а в XX веке появилось более тысячи других. Этот рост частично связан с ростом популярности научной фантастики и подростковой литературы, а также более масштабными социальными изменениями, которые привели к повышению осведомлённости о более крупных социальных или глобальных проблемах, таких как технологии, изменение климата и рост человеческого населения. По некоторым из этих тенденций были созданы отдельные поджанры, такие как экотопическая фантастика, климатическая фантастика, подростковые антиутопические романы и феминистские антиутопические романы.

## Поджанры

### Утопия
Слово «утопия» было впервые использовано Томасом Мором в его работе 1516 года «Утопия». Слово «утопия» напоминает как греческие слова «outopos» («нет места») и и «eutopos» («хорошее место»). Книга Мора, написанная на латыни, излагает видение идеального общества. Как следует из названия, работа представляет собой неоднозначную и ироничную проекцию идеального состояния. Причудливый характер текста может быть подтверждён рассказчиком второй книги «Утопии» Рафаэлем Хитлодеем. Греческий корень названия «Hythloday» предполагает «эксперта в ерунде».
Более ранним примером утопической работы античности является диалог Платона «Государство», в которой он описывает то, что он считает идеальным обществом и его политической системой. Позже Томмазо Кампанелла был под влиянием работы Платона и написал «Город Солнца», который описывает современное утопическое общество, построенное на равенстве. Другими примерами являются «История Расселаса, принца Абиссинии» Сэмюэля Джонсона и Erewhon Сэмюэла Батлера, которая использует анаграмму слова «ниоткуда» в качестве названия. Это, как и большую часть утопической литературы, можно рассматривать как сатиру; Батлер обращает в обратную сторону болезни и преступность, наказывая первое и леча второго.
Один из примеров значения и цели утопического жанра описан в «Археологии будущего» Фредрика Джеймисона, в котором рассматриваются многие утопические разновидности, определяемые их программой или импульсом.

### Антиутопия
Антиутопия — общество, противоречащее этосу автора, изображается массовая бедность, общественное недоверие и подозрение, полицейское государство или угнетение. Большинство авторов антиутопии исследуют хотя бы одну причину, почему всё так, часто в качестве аналогии проблем в реальном мире. Антиутопия служит для «предусмотрения новых взглядов на проблемные социальные и политические практики, которые в противном случае могли бы считаться естественными и неизбежными».
Некоторые антиутопии могут считаться утопиями. Erewhon Сэмюэла Батлера можно рассматривать как антиутопию из-за того, что больных людей наказывают как преступников, а воров «лечат» в больницах, что жители Эрюхона считают естественным и правильным, т.е. утопическим (как высмеивалось в произведении Вольтера «Кандид»).
Антиутопии обычно экстраполируют элементы современного общества и, таким образом, могут быть прочитаны как политические предупреждения.
Эсхатологическая литература может изображать антиутопии.